# NGC 1177
NGC 1177 este o galaxie lenticulară situată în constelația Perseu. A fost descoperită în 29 noiembrie 1874 de către Lawrence Parsons. Se află la o distanță de 75,86 de megaparseci de Pământ.